# 1,5-二氮杂二环［4.3.0］壬-5-烯
1,5-二氮杂二环[4.3.0]壬-5-烯（DBN）分子式为C7H12N2，属于脒类，是有机合成中的常用试剂，具碱性。它可用于脱卤化氢反应及碱催化的重排反应中，类似的一个化合物是1,8-二氮杂二环[5.4.0]十一碳-7-烯（DBU）。
DBN可由戊内酰胺与丙烯腈反应生成N-丙烯腈基戊内酰胺，再将氰基还原成氨基，发生分子内脱水环化制取。